# Larry Sherry
Lawrence Sherry (Los Ángeles, California, 25 de julio de 1935-Mission Viejo, California, 17 de diciembre de 2006), más conocido como Larry Sherry, fue un jugador profesional estadounidense de béisbol que se desempeñó en la posición de lanzador en las Grandes Ligas de Béisbol (MLB). Logró obtener el premio MVP (jugador más valioso de la Serie Mundial).

## Carrera
Sherry jugó como profesional seis temporadas en Los Angeles Dodgers (1958-1963), después pasó a Detroit Tigers (1964-1967), luego a Houston Astros (1967), posteriormente a California Angels, donde jugó una temporada (1968), y fue el equipo en el que se retiró.

## Premios
Fue galardonado con el MVP (jugador más valioso de la Serie Mundial) en una oportunidad (1959).